# Big Time (álbum de Angel Olsen)
Big Time es el sexto álbum de estudio de la cantante estadounidense Angel Olsen, y su primer lanzamiento original desde All Mirrors (2019). El álbum fue publicado a través de Jagjaguwar el 3 de junio de 2022. Producido por Olsen y Jonathan Wilson, el álbum fue precedido por los sencillos «All the Good Times», «Big Time» y «Through the Fires». El álbum fue acompañado por una contraparte visual de 28 minutos, dirigida por Kimberly Stuckwisch.

## Promoción
El álbum se anunció el 29 de marzo de 2022 junto con el lanzamiento del sencillo principal «All the Good Times». El sencillo fue acompañado por un videoclip dirigido por Kimberly Stuckwisch. NPR escribió: “A medida que la música de Olsen continúa transformándose, presentada aquí en forma de country vintage, también lo hacen las personalidades que elige interpretar – y las que quema para comenzar de nuevo”. «All the Good Times» apareció en la lista de las 50 mejores canciones de 2022 de The Current.
La canción que da nombre al álbum, «Big Time», fue publicada como el segundo sencillo del álbum el 27 de abril de 2022. Un videoclip, también dirigido por Stuckwisch, fue publicado el mismo día; el video musical presenta una coreografía diseñada por Monika Felice Smith. Allison Hussey de Pitchfork escribió: “[la canción] ocasionalmente trae a la mente el musculoso y perspicaz country rock de Mount Moriah de Carolina del Norte [...]; Los fracasos pueden parecer acumulativos y definitivos, pero Olsen esboza un lado positivo”. Tyler Golsen, escribiendo para la revista Far Out, le dio una calificación de 8.1 sobre 10 y comentó: “[la canción] está en la estructura estándar de una canción de amor para la que el country y el western son ideales, pero dado que se trata de Angel Olsen, hay algunas guitarras wah-wah y armonías resplandecientes para evitar que las cosas se vuelvan demasiado sentimentales”. La revista Paper la colocó entre las 10 canciones que necesitas escuchar ahora, describiéndola como una “balada maravillosamente conmovedora”.
El tercer y último sencillo, «Through the Fires», fue publicado el 18 de mayo de 2022. Un video lírico, filmado por Angela Ricciardi, fue publicado el mismo día mientras que el videoclip correspondiente fue publicado el 12 de julio de 2022. La revista Paper la colocó entre las 10 canciones que necesitas escuchar ahora, añadiendo que “[la canción] es el momento destacable inmaculado del nuevo disco de Angel Olsen, Big Time, una balada country abrasadora que se basa en un minimalismo dulcemente orquestado en algo audaz e impresionante”.

## Galardones
| Publicación            | Lista                                         | Posición | Ref.   |
| ---------------------- | --------------------------------------------- | -------- | ------ |
| Albumism               | The 100 Best Albums of 2022                   | 18       | [ 48 ] |
| Entertainment Weekly   | The 10 best albums of 2022                    | 5        | [ 49 ] |
| Exclaim!               | Exclaim!'s 50 Best Albums of 2022             | 14       | [ 50 ] |
| The Forty-Five         | Albums of the Year 2022                       | 24       | [ 51 ] |
| The Line of Best Fit   | The Best Albums of 2022 Ranked                | 26       | [ 52 ] |
| Los Angeles Times      | The 20 Best Albums of 2022                    | 6        | [ 53 ] |
| Mojo                   | Top 75 Albums of 2022                         | 66       | [ 54 ] |
| Mondosonoro            | Los 50 mejores discos internacionales de 2022 | 38       | [ 55 ] |
| Northern Transmissions | Best Albums of 2022                           | 5        | [ 56 ] |
| Paste                  | The 50 Best Albums of 2022                    | 7        | [ 57 ] |
| Record Collector       | The Best New Albums of 2022                   | 10       | [ 58 ] |
| The Ringer             | The 33 Best Albums of 2022                    | 9        | [ 59 ] |
| Rolling Stone          | The 100 Best Albums of 2022                   | 18       | [ 60 ] |
| Slant Magazine         | The 50 Best Albums of 2022                    | 8        | [ 61 ] |
| Stereogum              | The 50 Best Albums Of 2022                    | 50       | [ 62 ] |
| Time                   | The 10 Best Albums of 2022                    | 7        | [ 63 ] |
| Treble                 | The 50 Best Albums of 2022                    | 9        | [ 64 ] |
| Uncut                  | Top 75 Best Albums of 2022                    | 4        | [ 65 ] |
| Uproxx                 | The Best Albums Of 2022                       | —        | [ 66 ] |
| Variety                | The Best Albums of 2022                       | 2        | [ 67 ] |

## Lista de canciones
Todas las letras escritas por Angel Olsen; toda la música compuesta por Olsen, excepto donde esta anotado.
| Lado uno |                                     |          |  |
| N.º      | Título                              | Duración |  |
| 1.       | «All the Good Times»                | 4:37     |  |
| 2.       | «Big Time» (Beau Thibodeaux, Olsen) | 4:08     |  |

| Lado dos |                   |          |  |
| N.º      | Título            | Duración |  |
| 1.       | «Dream Thing»     | 3:54     |  |
| 2.       | «Ghost On»        | 4:21     |  |
| 3.       | «All the Flowers» | 3:38     |  |

| Lado tres |                        |          |  |
| N.º       | Título                 | Duración |  |
| 1.        | «Right Now»            | 5:08     |  |
| 2.        | «This Is How It Works» | 6:25     |  |

| Lado cuatro |                     |          |  |
| N.º         | Título              | Duración |  |
| 1.          | «Go Home»           | 5:26     |  |
| 2.          | «Through the Fires» | 4:32     |  |
| 3.          | «Chasing the Sun»   | 4:44     |  |

## Créditos
Créditos adaptados desde las notas de álbum.
Músicos
- Angel Olsen – voz principal (todas las canciones), guitarra (1–8)
- Dan Higgins – arreglos de corno francés (1), flauta travesera, saxofón (1, 6, 8)
- Emily Elhaj – guitarra bajo (1–4, 6–9), guitarra (1)
- Jake Blanton – guitarra (1–4, 6, 9), glockenspiel (1), sitar (4)
- Jonathan Wilson – batería (1–4, 6–9), guitarra (1, 2, 4, 6–8), Mellotron (1, 6), percusión (1–4, 6–10), cítara (3), guitarra bajo, contrabajo (5), mandolina (6), armonio (8)
- Drew Erickson – arreglos de cuerdas y corno francés, conductor, piano (todas las canciones), órgano (1–4, 6, 7, 9), piano eléctrico Wurlitzer (3), clavecín (4, 5, 7, 8), guitarra bajo (6), clavicordio (7), sintetizador
- Steve Holtman – trombón (1, 6, 8)
- Wayne Bergeron – trompeta (1, 6, 8)
- Gus Seyffert – guitarra (2)
- Spencer Cullum – guitarra (2, 3, 7)
- Grant Milliken – vibráfono (4, 7, 9)
- Jacob Braun – violonchelo (5, 6, 8, 10)
- Zach Dellinger – viola (5, 6, 8–10)
- Andrew Bullbrook – violín (5, 6, 8–10)
- Wynton Grant – violín (5, 6, 8–10)

Personal técnico
- Angel Olsen – producción
- Jonathan Wilson – producción, mezclas
- Adam Ayan – masterización
- Grant Milliken – personal de estudio
- Mirza Sherrif – personal de estudio

## Posicionamiento
| Gráfica (2022)                                       | Pico de posición |
| ---------------------------------------------------- | ---------------- |
| Australia (ARIA Charts)                              | 40               |
| Bélgica (Flandes) (Ultratop 200 Albums)              | 26               |
| Bélgica (Valonia) (Ultratop 200 Albums)              | 162              |
| Alemania (Offizielle Top 100)                        | 46               |
| Irlanda (IRMA)                                       | 69               |
| Nueva Zelanda (RMNZ)                                 | 25               |
| Portugal (AFP)                                       | 27               |
| Escocia (Scottish Albums Chart)                      | 5                |
| España (PROMUSICAE)                                  | 92               |
| Suiza (Schweizer Hitparade)                          | 39               |
| Reino Unido (UK Albums Chart)                        | 24               |
| Reino Unido (UK Americana Albums Chart)              | 1                |
| Reino Unido (UK Independent Albums Charts)           | 2                |
| Estados Unidos (Billboard 200)                       | 121              |
| Estados Unidos (Billboard Top Americana/Folk Albums) | 4                |
| Estados Unidos (Billboard Independent Albums)        | 14               |
| Estados Unidos (Billboard Top Alternative Albums)    | 8                |
| Estados Unidos (Billboard Top Rock Albums)           | 17               |